# Вал отбора мощности
Вал отбора мощности (сокр. ВОМ) — узел тракторов, реже грузовиков, передающий вращение от двигателя на навесное оборудование, активные прицепы и другие механизмы.
ВОМом оснащается абсолютное большинство современных тракторов. Однако все еще встречаются старые трактора без ВОМ (например, ДТ-55).
В большинстве случаев тракторы оснащаются задним ВОМом и, соответственно, задним трёхточечным навесным устройством (трёхточкой).
Реже встречается техника, которая для удобства работы оператора должна находиться перед оператором. В этом случае трактора могут оснащаться передним ВОМом.

## Применение
Является основным рабочим органом для приведения в действие различных навесных устройств, в том числе следующих типов:
- Подметально-уборочная машина
- Борона
- Сеялка
- Туковая сеялка
- Навозоразбрасыватель
- Тракторная косилка
- Поливатель
- Рубильные машины
- Мульчер
- Измельчитель пней
- Роторные грабли
- Активные прицепы
- Механизмы, монтируемые в прицепы
- Планетарные миксеры
- Ещё несколько десятков типов навесного оборудования трактора

Для работы с навесным оборудованием скорость вращения ВОМ стандартизирована. Стандартные значения: 540 об/мин, 1000 об/мин. Ряд тракторов оснащается возможностью переключаться между этими двумя значениями. Работа на навесном устройстве с неподходящей скоростью вращения ВОМ (540 вместо 1000 либо 1000 вместо 540) может привести либо к недостаточной эффективности работы навесного устройства, либо к его повреждению.
При работе с навесными устройствами встречается два основных вида нагрузок.
1. ВОМ приводит в действие механические узлы навесного устройства: либо напрямую, либо через передающие устройства (редукторы, карданы, клиноременные передачи и пр.). Данный тип является наиболее распространённым. В этом случае ВОМ испытывает полноценную нагрузку
2. ВОМ приводит в действие гидравлическую систему навесного устройства. Данный тип работы ВОМ применим только для небольшого ряда устройств, как правило, небольшой мощности, оснащённых собственной гидравлической системой (например, дровокольные станки с приводом от ВОМа трактора). В этом случае ВОМ вращает только гидронасос.

## Достоинства
- Надёжность, прочность, универсальность.

## Недостатки
- Большой вес конструкции, почти всегда требуется дополнительная коробка передач.
- Высокая себестоимость.

## Хвостовики вала отбора мощности
Рабочая часть вала отбора мощности — вал, он же хвостовик. К хвостовику подключается карданный вал навесного орудия, реже - гидронасос навесного орудия. Существует несколько стандартных типоразмеров хвостовиков:
— 8 × 32 × 38. Расшифровывается как хвостовик на 8 шлицев, наружный диаметр (по краям шлицев) 38 мм, внутренний диаметр 32 мм. Является стандартным для советских/российских тракторов, им в стандартной комплектации оснащаются МТЗ-82;
— 13/8" Z=6. Расшифровывается как хвостовик, диаметр 13/8 дюйма, 6 шлицев. Популярный типоразмер для навесной техники малой и средней мощности;
— 13/4" Z=6. Используется для более мощных орудий, чем 13/8" Z=6;
— 13/8" Z=21.
— 13/4" Z=20.
— 6×21×25.
А также ряд некоторых других, менее популярных.
Вилка карданного вала навесного устройства должна совпадать по типоразмеру с хвостовиком ВОМ. В случае несовпадения возможна установка переходника на кардан. Но при большой нагрузке на навесное устройство это снижает надежность.
На многих тракторах возможна замена хвостовиков с одного стандарта на другой, например МТЗ 1523.
Для работы с мощными навесными устройствами рекомендуется использовать хвостовики ВОМа с 20 либо 21 шлицем.
Существующие стандарты на ВОМ (англ.: PTO):
1. ISO 500-3 Main PTO dimensions and spline dimensions, location of PTO.

## Другое применение
Также вал отбора мощности применяется на грузовых автомобилях, таких, как мусоровозы, бетономешалки и т.п. Он приводится в движение от коробки отбора мощности и может быть как подключаемым, так и постоянного вращения. У бетономешалок, например, вал отбора мощности вращается постоянно и приводит в движение гидропривод бака. Когда последний находится в нейтральном положении, масло, приводящее в движение турбину, идёт по байпасу и возвращается в гидробак. Подключаемые валы отбора мощности во многом аналогичны тем, что применяются на тракторах. Применяются на мусоровозах, ассенизаторах и т. п. Могут приводить в движение исполнительные механизмы как непосредственно, так и через привод, например, ремённый.